# دنكز
دنكز (بالفارسية: دنگز) (بالإنجليزية: Dangez)‏، قرية في قسم دهكويه الريفي، الناحية المركزية، مقاطعة لارستان، محافظة فارس، إيران. يبلغ عدد سكانها حسب إحصاء عام 2006 ميلادية 474 نسمة في 117 عائلة.